# Jimmy Durmaz
Jimmy Durmaz (dříve známý jako Jimmy Touma; * 22. března 1989, Örebro, Švédsko) je švédský fotbalový záložník a bývalý reprezentant se syrsko-tureckými kořeny, který v současné době hraje v tureckém klubu Gençlerbirliği SK. Má švédské a turecké občanství. Jeho kariéru začal v týmu BK Forward a následně se hrál od roku 2008 v klubu Malmö FF, kde v roce 2010 vyhrál titul Allsvenskan. Durmaz v roce 2011 hrál v reprezentačním dresu za Švédsko. Byl také součástí jejich týmů pro UEFA Euro 2016 a FIFA World Cup 2018.
Jeho příbuzní Sharbel Touma a David Durmaz jsou také fotbalisté.

## Reprezentační kariéra
Durmaz působil ve švédské reprezentaci do 21 let.
Od roku 2011 nastupuje ve švédské fotbalové reprezentaci. Debutoval 8. února 2011 na turnaji Cyprus International Tournament s domácím týmem Kypru (výhra 2:0).